# Базидиоспоры

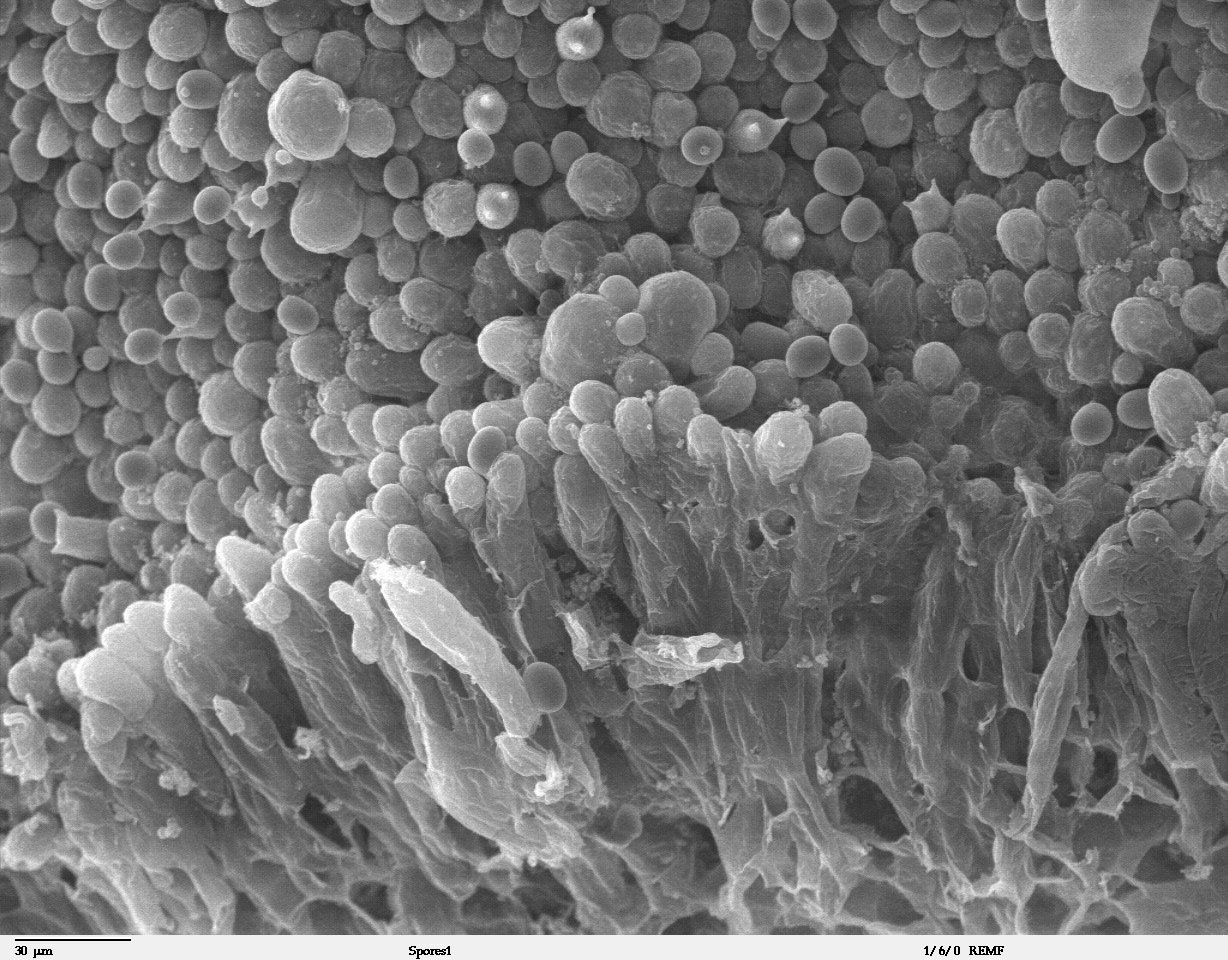
Базидиоспоры шампиньона двуспорового (Agaricus bisporus)

Базидиоспоры (лат. basidiosporae) — репродуктивные споры базидиальных грибов (Basidiomycota), образующиеся на специализированных клетках — базидиях. Как правило, на каждой базидии образуются четыре одноядерных базидиоспоры, хотя существуют и исключения, в частности шампиньон двуспоровый. Ядра базидиоспор образуются в результате мейотического деления, происходящего в базидии, и обладают гаплоидным набором хромосом. При попадании в благоприятные условия базидиоспоры прорастают, обычно формируя гифы, в неблагоприятных условиях базидиоспоры могут при прорастании образовывать вторичные балистоспоры.

## Развитие базидиоспор
Базидиоспоры являются результатом полового спороношения, в ходе которого происходит кариогамия — слияние ядер дикариона — и образуется диплоидное ядро, которое без периода покоя делится мейотически. Образовавшиеся при этом четыре гаплоидных ядра перемещаются в базидиоспоры, обычно через недлинные тонкие выросты базидии — стеригмы.